# Knowledge Musona
Knowledge Musona (Norton, Zimbabue, 21 de junio de 1990) es un futbolista zimbabuense. Juega de delantero y su equipo es el Al-Okhdood Club de la Liga Profesional Saudí.
Su hermano Walter Musona también es futbolista.

## Selección nacional
Ha sido internacional con la selección de Zimbabue en 53 ocasiones anotando 25 goles.

## Clubes
| Club                      | País           | Año       |
| ------------------------- | -------------- | --------- |
| Kaizer Chiefs             | Sudáfrica      | 2009-2011 |
| TSG 1899 Hoffenheim       | Alemania       | 2011-2013 |
| F. C. Augsburgo (cedido)  | Alemania       | 2012-2013 |
| Kaizer Chiefs (cedido)    | Sudáfrica      | 2013-2014 |
| K. V. Oostende            | Bélgica        | 2015-2018 |
| R. S. C. Anderlecht       | Bélgica        | 2018-2021 |
| K. S. C. Lokeren (cedido) | Bélgica        | 2019      |
| K. A. S. Eupen (cedido)   | Bélgica        | 2020-2021 |
| Al-Tai Saudi Club         | Arabia Saudita | 2021-2023 |
| Al-Riyadh                 | Arabia Saudita | 2023-2024 |
| Al-Okhdood Club           | Arabia Saudita | 2024-     |